# واباكونيتا (أوهايو)
واباكونيتا، أوهايو

واباكونيتا (بالإنجليزية: Wapakoneta)‏ هي مدينة أمريكية تقع في ولاية أوهايو. تبلغ مساحة هذه المدينة 14.8 (كم²)،ويبلغ عدد سكانها 9474 نسمة حسب إحصاء سنة 2010 م 9474.تشير إحصاءات سنة 2000م بأن الكثافة السكانية في هذه المدينة تقدر بـ(646.3) نسمة/كم2 
اباكونيتا هي مسقط رأس نيل آرمسترونغ، أول إنسان يضع قدمه على سطح القمر. ونتيجة لذلك، هناك عدة أماكن تحمل اسمه في المدينة، مثل متحف الفضاء، الذي تديره جمعية أوهايو التاريخية، كما يحمل مطار واباكونيتا اسم نيل ارمسترونغ.

## التركيبة السكانية
قام مكتب تعداد الولايات المتحدة بتحديد بيانات التركيبة السكانية لواباكونيتا في تعداد الولايات المتحدة. في ما يلي، التركيبة السكانية حسب تعدادي 2000 و2010.

### تعداد عام 2000
بلغ عدد سكان واباكونيتا 9,474 نسمة بحسب تعداد عام 2000، وبلغ عدد الأسر 3,803 أسرة وعدد العائلات 2,540 عائلة مقيمة في المدينة. في حين سجلت الكثافة السكانية 1,674.7 نسمة لكل ميل مربع (646.6/كم2). وبلغ عدد الوحدات السكنية 4,057 وحدة بمتوسط كثافة قدره 717.2 نسمة لكل ميل مربع (276.9/كم2).
وتوزع التركيب العرقي للمدينة بنسبة 97.96% من البيض و 0.26% من الأمريكيين الأصليين و 0.39% من الأمريكيين ذوي الأصول الآسيوية و 0.05% من سكان جزر المحيط الهادئ و 0.19% من الأمريكيين الأفارقة و 0.77% من عرقين مختلطين أو أكثر.
بلغ عدد الأسر 3,803 أسرة كانت نسبة 33.1% منها لديها أطفال تحت سن الثامنة عشر تعيش معهم، وبلغت نسبة الأزواج القاطنين مع بعضهم البعض 51.4% من أصل المجموع الكلي للأسر، ونسبة 11.2% من الأسر كان لديها معيلات من الإناث دون وجود شريك، وكانت نسبة 33.2% من غير العائلات. تألفت نسبة 28.9% من أصل جميع الأسر من أفراد ونسبة 11.9% كانوا يعيش معهم شخص وحيد يبلغ من العمر 65 عاماً فما فوق. وبلغ متوسط حجم الأسرة المعيشية 2.99، أما متوسط حجم العائلات فبلغ 2.43.
بلغ العمر الوسطي للسكان 35 عاماً. وكانت نسبة 26.2% من القاطنين تحت سن الثامنة عشر، وكانت نسبة 9.7% بين الثامنة عشر والأربعة وعشرون عاماً، ونسبة 28.4% كانت واقعةً في الفئة العمرية ما بين الخامسة والعشرون حتى والأربعة وأربعون عاماً، ونسبة 20.2% كانت ما بين الخامسة والأربعون حتى الرابعة والستون، ونسبة 15.6% كانت ضمن فئة الخامسة والستون عاماً فما فوق. يوجد لكل 100 أنثى 89.7 ذكر، ويوجد لكل 100 أنثى في الثامنة عشر من عمرها فما فوق 85.9 ذكر.
بلغ متوسط دخل الأسرة في المدينة 38,531 دولار، أما متوسط دخل العائلة فبلغ 45,456 دولار. وكان متوسط دخل الذكور 34,523 دولار مقابل 23,478 دولار للإناث. وسجل دخل الفرد الخاص بالمدينة 18,976 دولار. وكانت نسبة 8.4% من العائلات ونسبة 8.9% من السكان تحت خط الفقر، وكان من هؤلاء نسبة 11.6% تحت سن الثامنة عشر ونسبة 9.3% في الخامسة والستين من العمر وما فوق.

### تعداد عام 2010
بلغ عدد سكان واباكونيتا 9,867 نسمة بحسب تعداد عام 2010، وبلغ عدد الأسر 4,037 أسرة وعدد العائلات 2,614 عائلة مقيمة في المدينة. في حين سجلت الكثافة السكانية 1,588.9 نسمة لكل ميل مربع (613.5/كم2). وبلغ عدد الوحدات السكنية 4,332 وحدة بمتوسط كثافة قدره 697.6 لكل ميل مربع (269.3/كم2).
وتوزع التركيب العرقي للمدينة بنسبة 97.1% من البيض و 0.3% من الأمريكيين الأصليين و 0.4% من الأمريكيين ذوي الأصول الآسيوية و 0.4% من الأمريكيين الأفارقة و 1.2% من عرقين مختلطين أو أكثر.
بلغ عدد الأسر 4,037 أسرة كانت نسبة 32.6% منها لديها أطفال تحت سن الثامنة عشر تعيش معهم، وبلغت نسبة الأزواج القاطنين مع بعضهم البعض 46.7% من أصل المجموع الكلي للأسر، ونسبة 12.8% من الأسر كان لديها معيلات من الإناث دون وجود شريك، بينما كانت نسبة 5.3% من الأسر لديها معيلون من الذكور دون وجود شريكة وكانت نسبة 35.2% من غير العائلات. تألفت نسبة 30.5% من أصل جميع الأسر من أفراد ونسبة 13.1% كانوا يعيش معهم شخص وحيد يبلغ من العمر 65 عاماً فما فوق. وبلغ متوسط حجم الأسرة المعيشية 2.95، أما متوسط حجم العائلات فبلغ 2.39.
بلغ العمر الوسطي للسكان 37 عاماً. وكانت نسبة 25.2% من القاطنين تحت سن الثامنة عشر، وكانت نسبة 8.6% بين الثامنة عشر والأربعة وعشرون عاماً، ونسبة 26% كانت واقعةً في الفئة العمرية ما بين الخامسة والعشرون حتى والأربعة وأربعون عاماً، ونسبة 24.4% كانت ما بين الخامسة والأربعون حتى الرابعة والستون، ونسبة 15.6% كانت ضمن فئة الخامسة والستون عاماً فما فوق. وتوزع التركيب الجنسي للسكان بنسبة 47.8% ذكور و52.2% إناث.